# Cinninae
Cinninae Caruel, 1892 è una sottotribù di piante angiosperme monocotiledoni appartenente alla famiglia delle Poacee (o Gramineae, nom. cons.), sottofamiglia Pooideae, tribù Pooideae.

## Etimologia
Il nome della sottotribù deriva dal suo genere tipo Cinna L, 1753 il cui nome è stato usato da Dioscoride (Anazarbe, 40 circa – 90 circa), medico, botanico e farmacista greco antico che esercitò a Roma ai tempi dell'imperatore Nerone, per una erba cilicia non identificata.
Il nome scientifico della sottotribù è stato definito dal botanico italiano, di origine franco-inglese Théodore Caruel (1830 - 1898) nella pubblicazione "Epitome Florae Europae Terrarumque Affinium sistens Plantas Europae, Barbariae, Asiae Occidentalis et Centralis et Sibiriae" (Epit. Fl. Europ. 1: 69. Jan 1892) del 1892.

## Descrizione

### Portamento
Il portamento delle specie di questo gruppo in genere è cespuglioso (o rizomatoso o decombente) con forme biologiche tipo emicriptofita cespitosa (H caesp) e cicli biologici annuali o perenni. I culmi, con portamento eretto (massimo 200 cm di altezza) e privi di rami laterali (Cinna) o con ampi rami laterali (Agrostopoa e Cyathopus), sono cavi a sezione più o meno rotonda. In queste piante non sono presenti i micropeli.

### Foglie

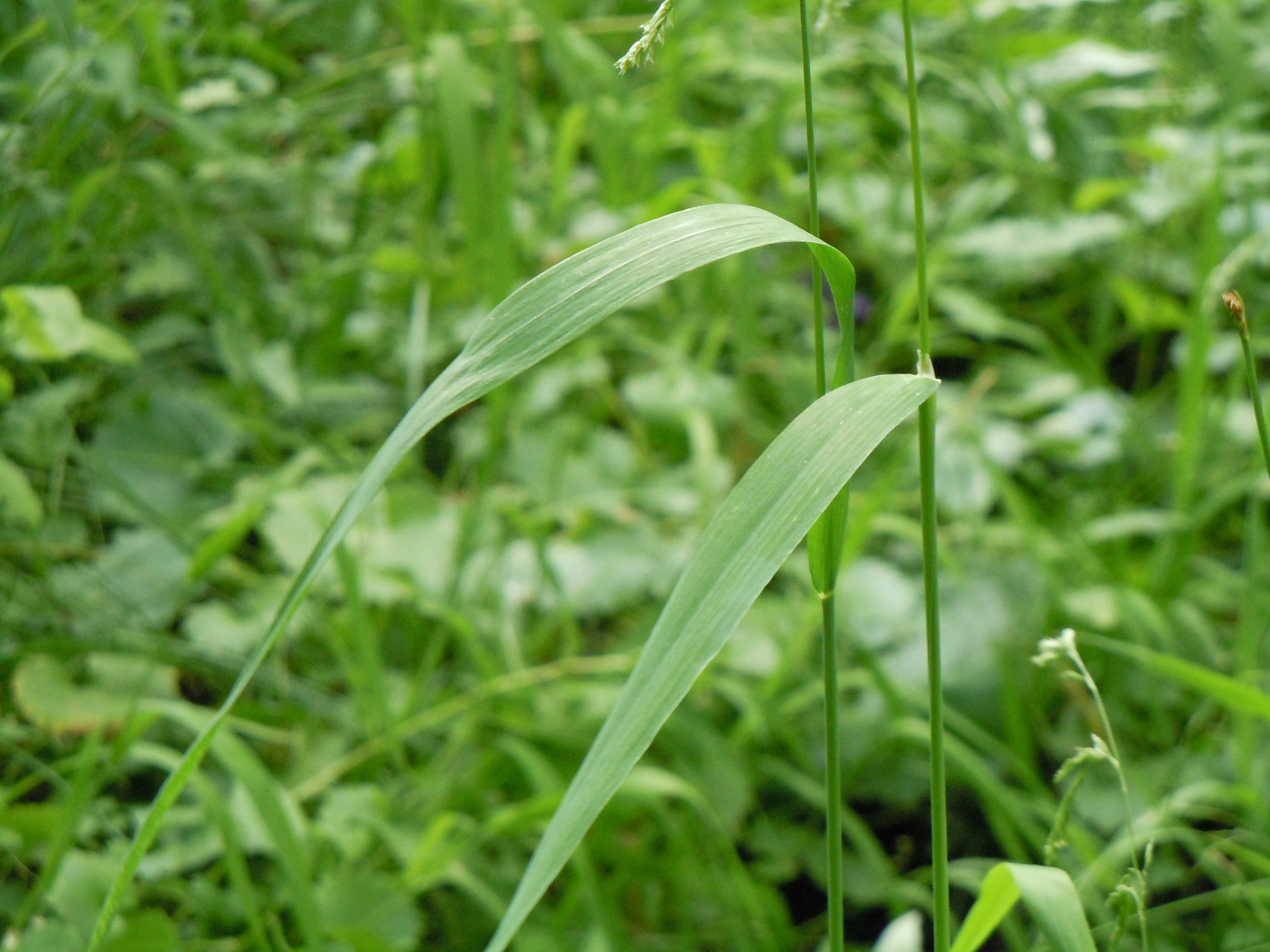
Le foglie
Cinna latifolia

Le foglie lungo il culmo sono disposte in modo alterno, sono distiche e si originano dai vari nodi. Sono composte da una guaina, una ligula e una lamina. Le venature sono parallelinervie. Non sono presenti i pseudopiccioli e, nell'epidermide delle foglia, le papille.
- Guaina: la guaina è abbracciante il fusto (o aperta in Aniselytron) e in genere è priva di auricole.
- Ligula: la ligula è membranosa e a volte è cigliata.
- Lamina: la lamina ha delle forme generalmente piatte e lineari. A volte la consistenza può essere flaccida.

### Infiorescenza

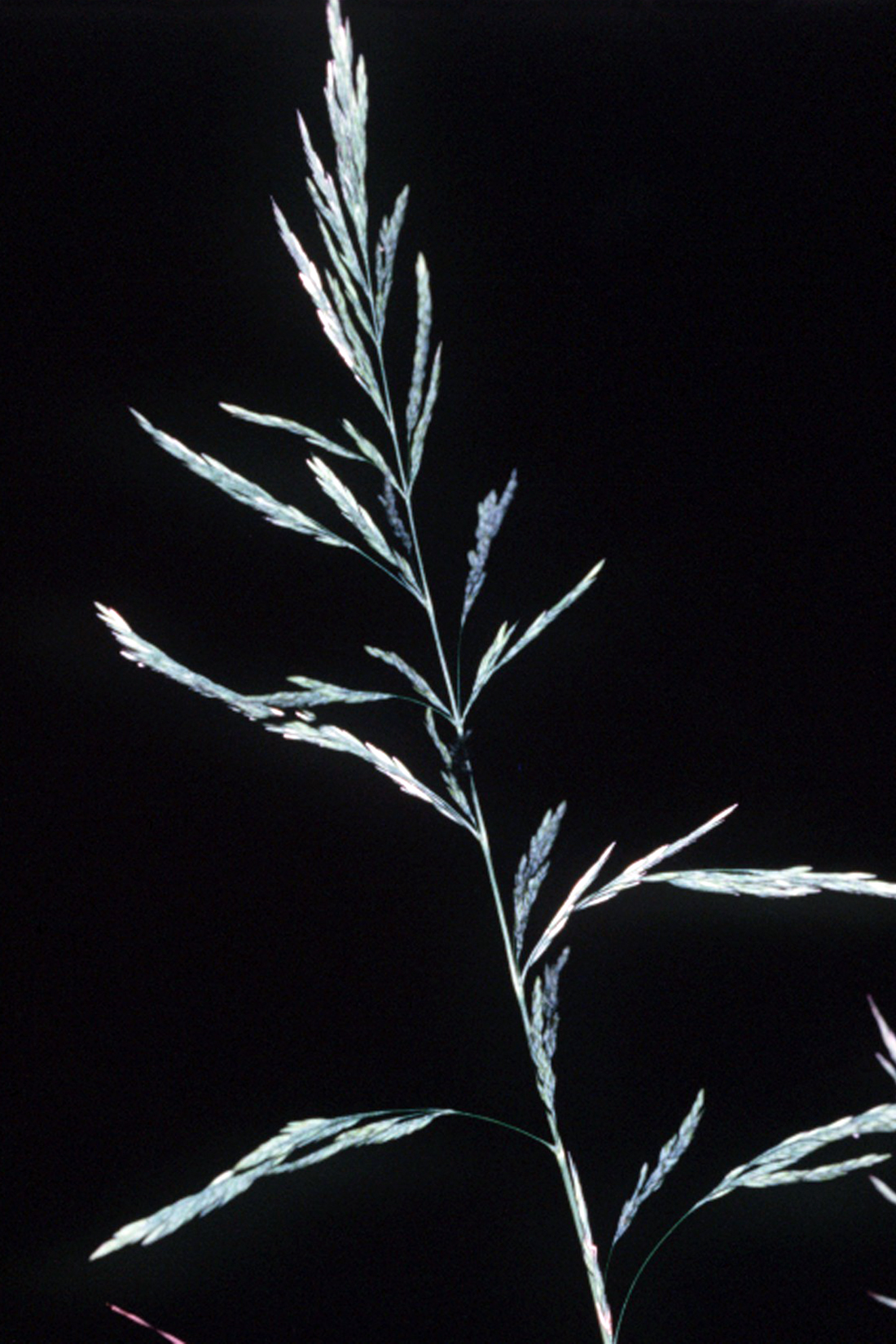
Infiorescenza
Cinna arundinacea

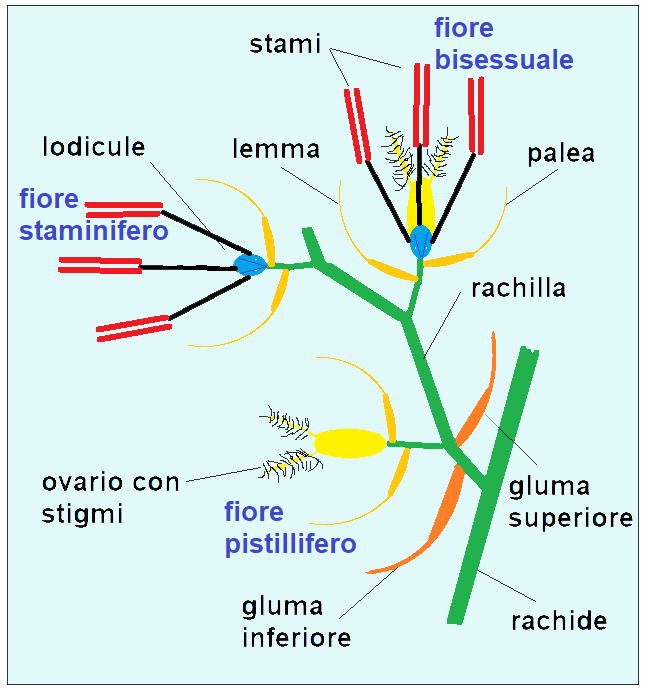
Spighetta generica con tre fiori diversi

- Infiorescenza principale (sinfiorescenza o semplicemente spiga): le infiorescenze, ascellari e terminali, in genere sono ramificate e sono formate da alcune spighette solitarie ed hanno la forma di una pannocchia aperta o contratta. La fillotassi dell'inflorescenza inizialmente è a due livelli, anche se le successive ramificazioni la fa apparire a spirale.
- Infiorescenza secondaria (o spighetta): le spighette, con forme ellittiche e compresse lateralmente, sottese da due brattee distiche e strettamente sovrapposte chiamate glume (inferiore e superiore), sono formate da un fiore (due in Simplicia). Possono essere presenti dei fiori sterili; in questo caso sono in posizione distale rispetto a quelli fertili. Alla base di ogni fiore sono presenti due brattee: la palea e il lemma. La disarticolazione avviene con la rottura della rachilla sotto le glume. In alcune specie (Cinna e Aniselytron) è presente l'estensione della rachilla con internodi particolarmente allungati. Lunghezza delle spighette: 10 mm.

- Glume: le glume, con apici acuti e forme lanceolate, sono lunghe quanto i fiori (o di più) o più corte della spighetta (Aniselytron). Le glume sono carenate con 1 - 3 venature longitudinali. La superficie è liscia o scabra; i margini possono essere ialini.
- Palea: la palea è un profillo con due venature; può essere cigliata. L'aspetto può essere ialino o membranoso.
- Lemma: il lemma, con forme lanceolate e apici acuti o muticati o dentati, a volte è pubescente. I lemmi sono carenati con 3 - 5 venature longitudinali. A volte le punte sono attorcigliate. La consistenza può essere coriacea (Aniselytron).

### Fiori
I fiori fertili sono attinomorfi formati da 3 verticilli: perianzio ridotto, androceo  e gineceo.
- Formula fiorale:[6]

*, P 2, A (1-)3(-6), G (2–3) supero, cariosside.
- Il perianzio è ridotto e formato da due lodicule, delle squame traslucide, poco visibili (forse relitto di un verticillo di 3 sepali). Le lodicule sono membranose e non vascolarizzate.

- L'androceo è composto da 1 - 2 stami (o 2 - 3 in Agrostopoa e Simplicia) ognuno con un breve filamento libero, una antera sagittata e due teche. Le antere sono basifisse con deiscenza laterale. Il polline è monoporato.

- Il gineceo è composto da 3-(2) carpelli connati formanti un ovario supero. L'ovario, glabro, ha un solo loculo con un solo ovulo subapicale (o quasi basale). L'ovulo è anfitropo e semianatropo e tenuinucellato o crassinucellato. Lo stilo, breve, è unico con due stigmi papillosi e uniti alla base.

### Frutti
I frutti sono del tipo cariosside, ossia sono dei piccoli chicchi indeiscenti, con forme ovoidali spesso con un becco, nei quali il pericarpo è formato da una sottile parete che circonda il singolo seme. In particolare il pericarpo è fuso al seme ed è aderente. L'endocarpo non è indurito e l'ilo è puntiforme. L'embrione è piccolo e provvisto di epiblasto ha un solo cotiledone altamente modificato (scutello senza fessura) in posizione laterale. I margini embrionali della foglia non si sovrappongono. L'endosperma è liquido.

## Biologia
Come gran parte delle Poaceae, le specie di questo genere si riproducono per impollinazione anemogama; gli stigmi più o meno piumosi sono una caratteristica importante per catturare meglio il polline aereo. 
La dispersione dei semi avviene inizialmente a opera del vento (dispersione anemocora) e una volta giunti a terra grazie all'azione di insetti come le formiche (mirmecoria).

## Distribuzione e habitat
Le specie di questo gruppo sono presenti in Eurasia (climi temperato-freddi) e nel Nord America. Alcune specie sono presenti anche in America centrale e Sud America.

## Tassonomia
La famiglia delle Poacee comprende circa 800 generi e oltre 9.000 specie. È una delle famiglie più numerose e più importanti del gruppo delle monocotiledoni. La famiglia è suddivisa in 12 sottofamiglie, la sottotribù Cinninae fa parte della sottofamiglia Pooideae, tribù Poeae.

### Generi
La tribù comprende i seguenti generi:
- Agrostopoa Davidse, Soreng & P.M.Peterson
- Aniselytron Merr.
- Cinna L.
- Cinnastrum E.Fourn.
- Cyathopus Stapf
- Simplicia Kirk

Note: in precedenza i generi di questa sottotribù erano in gran parte inclusi nella sottotribù Poinae, fatta eccezione per il genere Cyathopus incluso nelle Agrostidinae.

### Filogenesi
La sottotribù Cinninae fa parte della tribù Poeae R.Br., 1814 (quest'ultima è compresa nella supertribù Poodae L. Liu, 1980). La tribù Poeae (formata da diverse sottotribù suddivise in alcune supersottotribù) è l'ultimo nodo della sottofamiglia Pooideae ad essersi evoluto (gli altri precedenti sono la tribù Brachyelytreae, e le supertribù Nardodae, Melicodae, Stipodae e Triticodae).
La sottotribù Cinninae nell'attuale circoscrizione appartiene al gruppo con le sequenze dei plastidi di tipo "Poeae" (definito "Poeae chloroplast groups 2 ") ed è circoscritta nella supersottotribù Poodinae Soreng & L.J. Gillespie, 2017 (chiamata anche PAM clade). La supersottotribù Poodinae comprendente alcune sottotribù (Poinae, Miliinae, Phleinae e Avenulinae) e il gruppo denominato "ABCV clade" comprendente (in posizione politomica) le sottotribù Beckmanniinae, Cinninae, Alopecurinae, Ventenatinae e altri cladi minori. Cinninae per il momento non è monofiletico in quanto risulta collegato in parte al genere Arctopoa e al clade (definito informalmente) HSAQN. Ulteriori studi sono necessari per avere informazioni più dettagliate e precise in quanto la struttura sopra descritta non è l'unica che emerge dalle analisi filogenetiche attuali.
Le specie del genere Agrostopoa sono simili alle specie di Colpodium (sottotribù Coleanthinae)del Vecchio Mondo; mentre il genere Aniselytron ha una probabile origine ibrida. Il genere Simplicia è morfologicamente simile al genere "Calamagrostis", ma ha un lemma con 3 venature, ed è simile a Poa ma ha una palea con una carena.
In precedenti studi i generi di questo gruppo erano descritti nella sottotribù Poinae (ora composta dal solo genere Poa).
Le seguenti sinapomorfie sono relative a tutta la sottofamiglia (Pooideae):
- la fillotassi dell'inflorescenza inizialmente è a due livelli;
- le spighette sono compresse lateralmente;
- i margini embrionali della foglia non si sovrappongono;
- l'embrione è privo della fessura scutellare.

Le sinapomorfie relative alla tribù Poeae sono:
- l'ilo è puntiforme;
- dei lipidi (grassi) sono presenti nell'endosperma;
- le lodicule sono prive di ciglia;
- l'ovario è glabro.

Per le specie di questa voce sono state trovate le seguenti sinapomorfie:
- Cinna: gli internodi della rachilla si allungano notevolmente sotto i fiori; è presente l'estensione della rachilla; la disarticolazione avviene sotto le glume; sono presenti 1 o 2 stami; l'endosperma è liquido;
- Cyathopus: ad ogni nodo dell'infiorescenza sono presenti molti rami; la disarticolazione avviene sotto le glume.